# Teatro Sambil
El Teatro Sambil es un espacio habilitado para la presentación de obras teatrales, actividades culturales y artes escénicas localizado en el Centro Sambil Caracas, en el Municipio Chacao al este del Distrito Metropolitano de Caracas y al norte del país sudamericano de Venezuela.
Tiene una capacidad (aforo) de 200 personas y su única sala sirvió antes como el espacio donde se localizaban los camerinos del vecino Anfiteatro del Centro Sambil.
Inaugurado en octubre de 2014, se origina como consecuencia de la necesidad de nuevos espacios para la presentación de espectáculos teatrales.
Está ubicado específicamente en la terraza de la feria de comidas del centro comercial y la primera obra presentada fue el montaje llamado "Terapia de Choque" promovido por los actores venezolanos Arturo de los Ríos y César Román en el estilo de café-concert.